# Tlacolula de Matamoros
Tlacolula de Matamoros es una ciudad mexicana del estado de Oaxaca, localizada en la región de los Valles Centrales, es cabecera del municipio homónimo.

## Ubicación
Tlacolula de Matamoros (Queche Baca, en zapoteco), se encuentra localizado en la región de los Valles Centrales de Oaxaca, en el Distrito de Tlacolula, a una distancia de 38 kilómetros (40 minutos) de la Ciudad de Oaxaca. Por la Carretera Federal 190 con destino al Istmo de Tehuantepec.
El territorio de la porción central de Tlacolula es mayoritariamente plano por estar localizado en los denominados Valles, sin embargo, en medida que se avanza hacia el este y hacia el sur el territorio se eleva y se encuentra las primeras estribaciones de la Sierra Mixe, en la cual ya se encuentra completamente el exclave sureste, que es por lo tanto totalmente montañoso, las principales elevaciones del municipio son los cerros denominados Los Compadres y Las Comadres, además del Cerro Nixhixhú. Fisiográfica ambos sectores del municipio integran la Provincia fisiográfica XII Sierra Madre del Sur, sin embargo, la porción principal pertenece a la Subprovincia fisiográfica 74 Sierras y Valles de Oaxaca, mientras que el exclave pertenece a la Subprovincia fisiográfica 70 Sierras Orientales.
La principal corriente de la ciudad es el Río Salado, que recorre la parte central de la porción central del municipio y al cual se unen pequeños afluentes como el río Seco y el río la Muralla, en el exclave la principal corriente es el río San Luis que recorre en sentido norte-sur. Cada sector del municipio se encuentra en una diferente región hidrológica, la zona central pertenece a la Cuenca del río Atoyac de la Región hidrológica 20 Costa Chica-Río Verde, y en el exclave pertenece a la Cuenca dle río Tehuantepec y a la Región hidrológica 20 Tehuantepec.
Tlacolula tiene aproximadamente 10,000 habitantes y constituye la población más importante de todas las que se incluyen en los Tourist Yú'ù, porque cada domingo los habitantes de todas las poblaciones de alrededor se reúnen en su mercado para ofrecer sus productos. Es interesante hacer énfasis en que este mercado fue uno de los primeros de los tiempos prehispánicos.

## Turismo
Se distingue por su artesanía, su gastronomía, sus zonas arqueológicas; su tianguis una tradición ancestral, que cobra vida cada domingo dentro de esta comunidad. Los templos de los poblados nos hablan de su cultura, tradiciones y festividades, y el Templo de la Asunción del siglo XVII no es la excepción. Sin embargo, no hay duda de que su atractivo principal se encuentra en el interior, en su capilla lateral, que rinde culto al Señor de Tlacolula. Así mismo se tiene las ruinas de Lambityeco y Yagul.

### El Mercado de Tlacolula
Es uno de los más completos de Oaxaca. Cada siete días (domingos), la calle principal, las aledañas y el Mercado establecido se llenan de bullicios, ofertas, olores, sabores, colores, texturas. En alimentos podemos encontrar tlayudas, el chocolate en agua, chocolate atole, chapulines,  enfrijoladas y hasta barbacoa de chivo durante el almuerzo; deliciosos asados al carbón de chorizo, cecina adobada, tasajo y costilla durante la comida; y para el postre no deje de pasar por la sección de pan desde cuernitos, marquesote, el tradicional de cazuela, mantequilla, conchas, hojaldras, amarillo, trigo, entre otros. Así mismo vemos todavía la presencia del trueque, la venta de guajolotes, artesanías de barro, mezcal, vestimenta típica, el tradicional pulque, tejate y la gran venta de productos traídos de las comunidades del contorno.

### Templo de la Asunción
La capilla posee fina herrería colonial y sus muros están cubiertos por pinturas y retablos coloniales, pero destaca sobre todo por su decoración en yesería semejante a la del templo de Santo Domingo de Oaxaca. Sobresale el conjunto de cuatro mártires cristianos, en cuyos rostros están plasmadas expresiones dolorosas con las cuales seguramente los predicadores buscaban impresionar a la población zapoteca. 
Constituye uno de los más importantes ejemplos del barroco mexicano. Su interior alberga un conjunto de yeserías populares doradas, relieves policromados, hierros forjados, así como un adorno compuesto por numerosos espejos en su cúpula octagonal.
Toda la decoración de esta increíble capilla fue realizada en el siglo XVI,  todo en conjunto nos permite apreciar, no solamente una manufactura original del siglo XVI, sino entender la pasión y el valor que representaba, para aquellos hombres, fueran españoles, criollos, mestizos o indígenas el aspecto religioso espiritual de la vida y el mundo.

### Lambityeco
Lambityeco se traduce al zapoteco entonces como "montículos de Alambique".Los pocos vestigios descubiertos indican que la ocupación de Lambityeco se dio entre los años 600 a. C. al 800 d. C. Tuvo su máximo apogeo entre los años 700 y 750 d. C., en coincidencia con el paulatino abandono de Monte Albán. Por su producción de sal, en aquellos tiempos, estaba considerado como una ciudad importante, dentro del mercado zapoteca.
Los edificios que se hallan a la orilla de la carretera, es lo que hasta ahora está explorado en esta zona arqueológica. Se trata sólo de una pequeña parte de lo que fue este gran asentamiento que abarcó, aproximadamente, 63.75 hectáreas. Asimismo, existen más de 200 montículos, sin contar los que quedaron bajo el actual pueblo de Tlacolula.
Los restos de las casas y palacios explorados son una mínima parte de la ciudad. Los palacios más antiguos son de los caciques y Sacerdotes.
Palacio de los Caciques: Ubicado dentro de la pirámide conocida como M-195, tiene dos patios rodeados por cuatro aposentos. En uno de estos patios hay un altar al centro donde se encuentran dos frisos en los muros laterales, éstos representan a sus dirigentes: un hombre en posición horizontal (boca abajo), con barba terminada en punta, tiene orejas, viste un Maxtlatl y lleva en la mano un fémur humano.
La mujer también en la misma posición que la del hombre, con un peinado zapoteca con moños entrelazados, con orejeras y collares con cuentas redondas, viste un quechquémitl.
En el friso localizado en el muro norte se identifica el "Señor 4 cara humana" y "Señora 10 mono" que ocuparon el palacio más antiguo entre los años 600-625 d. C. En el friso localizado en el muro sur se identifica al "Señor 8 búho" y "La Señora 3 Turquesa" que utilizaron el segundo palacio entre los años 625-650 d. C.
Bajo el friso del altar se localiza el acceso a la tumba No. 6, en cuya fachada se ven las máscaras del "Señor I temblor de tierra" y "Señora 10 caña", últimos dirigentes de Lambityeco.
También está el Palacio de los Sacerdotes: Ubicado atrás de la pirámide M-195 y sobre la M-190, se encuentran dos esculturas en estuco con dos enormes bustos del dios zapoteca de la lluvia "Cocijo", estos mascarones son iguales y llevan adornos que parecen penachos de plumas largas con un glifo en la parte central. Esta es la cara estilizada de un jaguar, en las manos toma la fuerza del rayo y del viento.
Fue considerada como una ciudad importante dentro del mercado zapoteca por su comercio de sal de mar y tierra llamada "Tequesquite".

### Yagul
Yagul se encuentra sobre una colina escarpada en el Valle de Tlacolula al oriente de la Ciudad de Oaxaca. Yagul surge como centro rector en esta zona tras el declive de Monte Albán, por lo que se le identifica como parte de las ciudades estado características del Clásico Tardío o Epiclásico. Las principales estructuras y edificios fueron distribuidos en diversos planos siguiendo la pendiente del cerro de norte a sur. Uno de los aspectos más interesantes es la presencia de pintura mural en pisos y muros de sus estructuras, elemento que ha merecido la atención de estudiosos no sólo de la arqueología, sino también de historiadores del arte. Por otro lado, en los alrededores se han encontrado evidencias de ocupación humana de épocas muy tempranas; particularmente en los macizos rocosos adyacentes a la actual carretera (sitio Caballito Blanco) donde se han encontrado abrigos rocosos con vestigios de pinturas rupestres ligadas a grupos nómadas de recolectores y cazadores que habitaron el Valle de Oaxaca hace 7000 años. Cronología 1500 a. C. a 1521 d. C. Ubicación cronológica principal: Posclásico Temprano, 900 a 1200 d. C.

## Relación de Tlacolula de Matamoros y "Dios nunca muere"
Hay versiones que indican que el vals "Dios nunca muere", de Macedonio Alcalá fue compuesta a petición de indígenas de esta localidad, en honor a su santa patrona la virgen de Santa María de la Asunción.

## Enlaces
- Portal:Oaxaca. Contenido relacionado con Oaxaca.

- Datos: Q17377230
- Multimedia: Tlacolula de Matamoros / Q17377230